# Jouhikko
Lo Jouhikko (chiamato anche Jouhikannel o Jouhikantele) è uno strumento musicale tradizionale finlandese, estone e careliano.
Molto usato dal XIV secolo all'inizio XX secolo, soprattutto come accompagnamento nei balli, negli ultimi anni è molto meno diffuso ma alcuni musicisti lo suonano ancora.
È una lira ad arco, le cui corde sono fatte tradizionalmente di crine di cavallo; la cassa è rettangolare, a volte arrotondata, e di legno.
L'arco è ad alzo fisso (non è possibile modificarne curvatura e tensione); in Finlandia i costruttori di Jouhikko erano soliti fissare dei pesi ai rami più giovani degli alberi in modo che crescessero con la curvatura adatta per farne un arco.
Jouhikko significa kantele ad arco.